# Cristiana Mainardi
Cristiana Mainardi (Milano, 19 dicembre 1967) è una sceneggiatrice e produttrice cinematografica italiana.

## Biografia

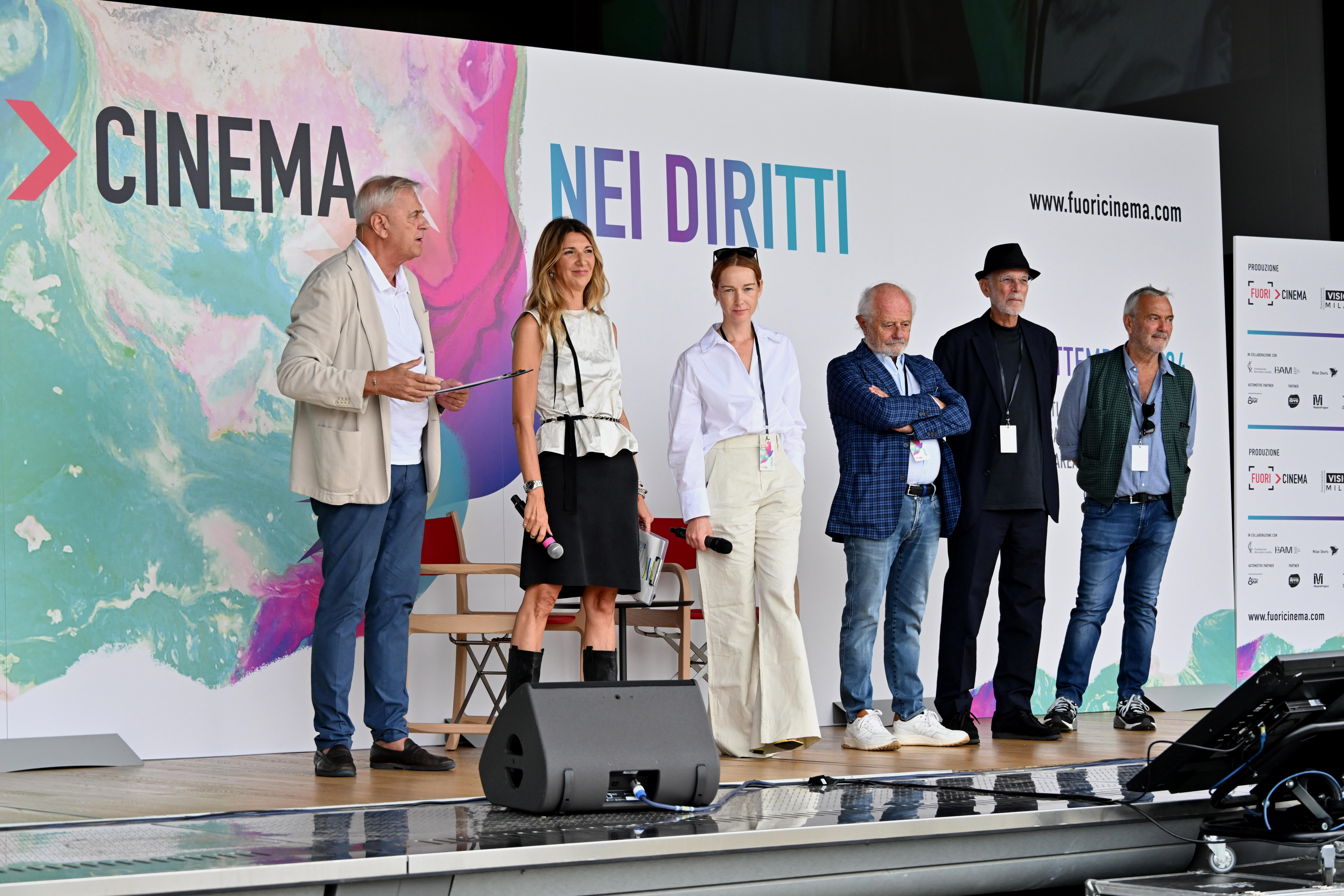
Sul palco di Fuoricinema 9ª edizione (6, 7, 8 settembre 2024 al parco della Biblioteca degli Alberi Milano) Da sinistra, Enrico Bertolino, Cristiana Mainardi, Cristiana Capotondi, Luigi Vignali, Gabriele Salvatores e Lionello Cerri.

Nata a Milano e cresciuta a Cremona, esordisce come giornalista a La Provincia nel 1992. Parallelamente all'attività giornalistica, in cui ricopre ruoli dirigenziali, si occupa di organizzazione di eventi culturali e di comunicazione artistica. Nel 2010 inizia un percorso in Smemoranda e Zelig, seguendo il passaggio dal mondo fisico al mondo digitale dei due brand e realizzando diverse produzioni per i nuovi media, per poi approdare nella casa di produzione cinematografica Lumière & Co. Dal 2013 è socia e responsabile Iniziative Speciali e Comunicazione del cinema Anteo, con cui realizza iniziative sociali. Nel 2016 è ideatrice e fondatrice con Cristiana Capotondi del festival cinematografico Fuoricinema.
La sua carriera come sceneggiatrice inizia con la scrittura del soggetto per il documentario Milano 2015, selezionato alle Giornate degli autori della 72° mostra internazionale d'arte cinematografica di Venezia e co-diretto Silvio Soldini, Giorgio Diritti, Walter Veltroni, Cristiana Capotondi, Elio e Roberto Bolle.
Con Nome di donna, scritto a quattro mani con il regista Marco Tullio Giordana, ha ricevuto il Premio Speciale del Sindacato Nazionale Giornalisti Cinematografici ai Nastri D'Argento 2018 "per aver toccato il tema delle molestie sul lavoro, non solo con il taglio della denuncia sociale, ma con un invito a rompere l’omertà di un silenzio che sembra ormai fuori dal tempo e invece spesso ancora complice" e il premio WeWorld in difesa dei diritti delle donne.
Nel 2021, ha  co-scritto insieme a Davide Ferrario il soggetto e la sceneggiatura della commedia Boys. Due anni dopo le è stato conferito L'Ambrogino d'oro dal Comune di Milano.
Nel 2024, con Silvio Soldini, ottiene il Premio Speciale per il Cinema del Reale ai Nastri d’argento 2024 per il docufilm Un Altro Domani: "Un film che indaga il tema purtroppo universale della violenza contro le donne non solo lasciando la parola alle vittime ma svelando, per una volta, anche attraverso la voce degli uomini”.
Nel 2025 è stata co-autrice del soggetto del film Amiche mai, diretto da Maurizio Nichetti e con protagonista Angela Finocchiaro e con Lionello Cerri, tramite Lumière&Co., ha prodotto Le assaggiatrici, diretto da Soldini.

## Filmografia

### Sceneggiatrice

#### Lungometraggi
- Nome di donna, regia di Marco Tullio Giordana (2018)
- Boys, regia di Davide Ferrario (2021)
- Amiche mai, regia di Maurizio Nichetti (2025)

#### Documentari
- Milano 2015, regia di Silvio Soldini, Giorgio Diritti, Walter Veltroni, Cristiana Capotondi, Elio e Roberto Bolle (2015)
- Un Altro Domani, regia di Silvio Soldini (2024)

### Produttrice

#### Lungometraggi
- Il comandante e la cicogna, regia di Silvio Soldini (2012)
- La variabile umana, regia di Bruno Oliviero (2013)
- Un giorno devi andare, regia di Giorgio Diritti (2013)
- Giraffada, regia di Rani Massalha (2014)
- La nostra terra, regia di Giulio Manfredonia (2014)
- Latin Lover, regia di Cristina Comencini (2015)
- Il colore nascosto delle cose, regia di Silvio Soldini (2017)
- Nome di donna, regia di Marco Tullio Giordana (2018)
- Tornare, regia di Cristina Comencini (2019)
- Boys, regia di Davide Ferrario (2021)
- 3/19, regia di Silvio Soldini (2021)
- Le assaggiatrici, regia di Silvio Soldini (2024)

#### Documentari
- Milano 2015, regia di Silvio Soldini, Giorgio Diritti, Walter Veltroni, Cristiana Capotondi, Elio e Roberto Bolle (2015)
- Un Altro Domani, regia di Silvio Soldini (2024)

## Riconoscimenti
- Nastro d'argento
  - 2018 - Nastro speciale per Nome di donna
  - 2024 - Nastro d'argento speciale - Cinema del reale per Un altro domani